# Ctenophorinia adiscalis
Ctenophorinia adiscalis är en tvåvingeart som beskrevs av Louis-Paul Mesnil 1963. Ctenophorinia adiscalis ingår i släktet Ctenophorinia och familjen parasitflugor. Inga underarter finns listade i Catalogue of Life.